# Внутрішня похідна
У математиці внутрішньою похідною називається диференціювання порядку −1 на зовнішній алгебрі диференціальних форм на диференційовному многовиді. Внутрішня похідна залежить від векторного поля X і позначається ιXω або X ⨼ ω.

## Означення
Внутрішня похідна для векторного поля X на многовиді M є оператором 
{\displaystyle \iota _{X}\colon \Omega ^{p}(M)\to \Omega ^{p-1}(M)}
для якого образом диференціальної p-форми ω є (p−1)-форма ιXω для якої
{\displaystyle (\iota _{X}\omega )(X_{1},\ldots ,X_{p-1})=\omega (X,X_{1},\ldots ,X_{p-1})}
для всіх векторних полів X1, ..., Xp−1.
Хоча внутрішня похідна переважно застосовується для диференціальних форм, аналогічне означення також можна дати для коваріантних і змішаних тензорів.

## Властивості
- Внутрішня похідна є єдиним диференціюванням порядку −1 на зовнішній алгебрі для якого для всіх 1-форм α

{\displaystyle \displaystyle \iota _{X}\alpha =\alpha (X).}
- Антисиметричність. Для довільної диференціальної форми ω (для інших типів тензорів властивість у загальному випадку невірна):

{\displaystyle \iota _{X}\iota _{Y}\omega =-\iota _{Y}\circ \iota _{X}\omega }
Для p-форми ω за означенням
{\displaystyle \iota _{X}\circ \iota _{Y}\omega (X_{1},\ldots ,X_{p-2})=\omega (X,Y,\ldots ,X_{p-2})=-\omega (Y,X,\ldots ,X_{p-2})=-\iota _{Y}\circ \iota _{X}\omega (X_{1},\ldots ,X_{p-2}).}
- На множині диференціальних форм {\displaystyle \iota _{X}\circ \iota _{X}=0} подібно до того як для зовнішньої похідної d ∘ d = 0.

Для p-форми ω за означенням
{\displaystyle \iota _{X}\circ \iota _{X}\omega (X_{1},\ldots ,X_{p-2})=\omega (X,X,\ldots ,X_{p-2})=0.}
- Із лінійності тензорів випливає, що для довільних векторних полів X і Y і диференційовної функції f на многовиді:

{\displaystyle \iota _{X+Y}=\iota _{X}+\iota _{Y}} і {\displaystyle \iota _{fX}=f\iota _{X}.}
- Якщо β є p-формою, а γ — довільною диференціальною формою, то

{\displaystyle \iota _{X}(\beta \wedge \gamma )=(\iota _{X}\beta )\wedge \gamma +(-1)^{p}\beta \wedge (\iota _{X}\gamma ).}
Тобто внутрішня похідна задовольняє градуйоване правило Лейбніца. 
Нехай {\displaystyle \gamma } є диференціальною q-формою. Тоді {\displaystyle \beta \wedge \gamma } буде (p+q)-формою, а {\displaystyle \iota _{X}(\beta \wedge \gamma )} — (p+q-1)-формою. Нехай X2, ..., Xp + q є довільними векторними полями і позначатимемо також X = X1.
Тоді {\displaystyle \iota _{X}(\beta \wedge \gamma )(X_{2},\ldots ,X_{p+q})=(\beta \wedge \gamma )(X_{1},\ldots ,X_{p+q}).}
За означенням зовнішнього добутку можна записати:
{\displaystyle (\beta \wedge \gamma )(X_{1},\ldots ,X_{p+q})=\sum _{\sigma }\varepsilon (\sigma )\cdot \beta (X_{\sigma (1)},\dots ,X_{\sigma (p)})\cdot \gamma (X_{\sigma (p+1)},\dots ,X_{\sigma (p+q)})},
де {\displaystyle \sigma } пробігає множину таких перестановок, що {\displaystyle \sigma (1)<\sigma (2)<\ldots <\sigma (p)} і {\displaystyle \sigma (p+1)<\sigma (p+2)<\ldots <\sigma (p+q),} а {\displaystyle \varepsilon (\sigma )} позначає знак перестановки.
Зрозуміло, що для кожної такої {\displaystyle \sigma } або {\displaystyle \sigma (1)=1} або {\displaystyle \sigma (p+1)=1} і загальна сума є рівною сумі для перестановок першого типу і перестановок другого типу. Позначимо ці типи перестановок {\displaystyle A_{1}} і {\displaystyle A_{2}.} Якщо для кожної {\displaystyle \sigma } позначити як {\displaystyle \sigma '} відповідну перестановку чисел 2, ..., p + q одержану вилученням числа 1, то тоді також {\displaystyle \sigma '(1)<\sigma '(2)<\ldots <\sigma '(p-1)} і {\displaystyle \sigma '(p)<\sigma '(p+1)<\ldots <\sigma '(p+q-1)} і для типу {\displaystyle A_{1}} знаки перестанок {\displaystyle \sigma '} і {\displaystyle \sigma } є однаковими, а для типу {\displaystyle A_{2}} маємо {\displaystyle \varepsilon (\sigma )=(-1)^{p}\varepsilon (\sigma ).}
Із цими позначеннями:
{\displaystyle \sum _{\sigma \in A_{1}}\varepsilon (\sigma )\cdot \beta (X_{1},\dots ,X_{\sigma (p)})\cdot \gamma (X_{\sigma (p+1)},\dots ,X_{\sigma (p+q)})=\sum _{\sigma \in A_{1}}\varepsilon (\sigma )\cdot (\iota _{X}\beta )(X_{\sigma '(1)},\dots ,X_{\sigma '(p-1)})\cdot \gamma (X_{\sigma '(p)},\dots ,X_{\sigma '(p+q-1)})=(\iota _{X}\beta )\wedge \gamma (X_{2},\ldots ,X_{p+q})}
{\displaystyle \sum _{\sigma \in A_{2}}\varepsilon (\sigma )\cdot \beta (X_{\sigma (1)},\dots ,X_{\sigma (p)})\cdot \gamma (X_{1},\dots ,X_{\sigma (p+q)})=\sum _{\sigma \in A_{2}}(-1)^{p}\cdot \varepsilon (\sigma ')\cdot (\iota _{X}\beta )(X_{\sigma '(1)},\dots ,X_{\sigma '(p-1)})\cdot (\iota _{X}\gamma )(X_{\sigma '(p)},\dots ,X_{\sigma '(p+q-1)})=(-1)^{p}\beta \wedge (\iota _{X}\gamma )(X_{2},\ldots ,X_{p+q})}
Загальна сума дає необхідний результат.
- Для внутрішньої похідної, похідної Лі і будь-яких векторних полів {\displaystyle X}, {\displaystyle Y} на множині коваріантних тензорів задовольняється рівність

{\displaystyle \iota _{[X,Y]}={\mathcal {L}}_{X}\circ \iota _{Y}-\iota _{Y}\circ {\mathcal {L}}_{X}}
Нехай {\displaystyle \alpha } є p-коваріантним тензором. Тоді для довільних векторних полів {\displaystyle X_{1},\ldots ,X_{p-1}} за означенням:
{\displaystyle {\mathcal {L}}_{X}\circ \iota _{Y}(\alpha )(X_{1},\ldots ,X_{p-1})=X(\alpha (Y,X_{1},\ldots ,X_{p-1}))-\sum _{i=1}^{p-1}\alpha (Y,X_{1},\ldots ,[X,X_{i}],\ldots ,X_{p-1})}
З іншого боку
{\displaystyle \iota _{Y}\circ {\mathcal {L}}_{X}(\alpha )(X_{1},\ldots ,X_{p-1})={\mathcal {L}}_{X}\alpha (Y,X_{1},\ldots ,X_{p-1})=X(\alpha (Y,X_{1},\ldots ,X_{p-1}))-\alpha ([X,Y],X_{1},\ldots ,X_{p-1})-\sum _{i=1}^{p-1}\alpha (X_{1},\ldots ,[X,X_{i}],\ldots ,X_{p-1}).}
Остаточно
{\displaystyle ({\mathcal {L}}_{X}\circ \iota _{Y}-\iota _{Y}\circ {\mathcal {L}}_{X})(\alpha )(X_{1},\ldots ,X_{p-1})=\alpha ([X,Y],X_{1},\ldots ,X_{p-1})=\iota _{[X,Y]}\alpha (X_{1},\ldots ,X_{p-1}).}
- Внутрішня похідна пов'язана із зовнішньою похідною і похідною Лі для диференціальних форм формулою Картана:

{\displaystyle {\mathcal {L}}_{X}\omega =d(\iota _{X}\omega )+\iota _{X}d\omega =\left\{d,\iota _{X}\right\}\omega .}
Для випадку диференційовних функцій {\displaystyle {\mathcal {L}}_{X}f=Xf,} а також {\displaystyle \iota _{X}f=0} і {\displaystyle \iota _{X}df=df(X)=Xf,} що доводить необхідну рівність.
Для диференційовної p-форми (p > 0) {\displaystyle \omega } і довільних векторних полів {\displaystyle X_{1},\ldots ,X_{p}} згідно означень:
{\displaystyle {\begin{array}{rcl}(\iota _{X}d\omega )(X_{1},\ldots ,X_{p})=d\alpha (X,X_{1},\ldots ,X_{p})&=&X(\omega (X_{1},\ldots ,X_{p}))+\sum _{i=1}^{k}(-1)^{i}X_{i}(\omega (X,\ldots ,{\hat {X}}_{i},\ldots ,X_{k}))\\[0.5em]&+&\sum _{j=1}^{p}(-1)^{j}\omega ([X,X_{j}],X_{1},\ldots ,{\hat {X}}_{j},\ldots ,X_{p})+\sum _{1\leq i<j\leq p}(-1)^{i+j}\omega ([X_{i},X_{j}],X,\ldots ,{\hat {X}}_{i},\ldots ,{\hat {X}}_{j},\ldots ,X_{k})\end{array}}}
З іншого боку:
{\displaystyle {\begin{array}{rcl}(d\iota _{X}\omega )(X_{1},\ldots ,X_{p})&=&\sum _{i=1}^{p}(-1)^{i}X_{i}(\omega (X,\ldots ,{\hat {X}}_{i},\ldots ,X_{p}))\\[0.5em]&+&\sum _{1\leq i<j\leq p}(-1)^{i+j}\omega ([X_{i},X_{j}],X,[X,Y],X_{1},\ldots ,{\hat {X}}_{i},\ldots ,{\hat {X}}_{j},\ldots ,X_{p})\end{array}}.}
Додаючи ці вирази одержуємо:
{\displaystyle (\iota _{X}d+d\iota _{X})\omega (X_{1},\ldots ,X_{p})=X(\omega (X_{1},\ldots ,X_{p}))+\sum _{j=1}^{p}(-1)^{j}\omega ([X,X_{j}],X_{1},\ldots ,{\hat {X}}_{j},\ldots ,X_{p})={\mathcal {L}}_{X}\omega (X_{1},\ldots ,X_{p})}